# Kouji Takasawa
Kouji Takasawa (高沢公治?, Takasawa Kouji; 13 agosto 1974) è un ex combinatista nordico giapponese.

## Biografia
In Coppa del Mondo esordì il 6 gennaio 1996 a Schonach (10°) e ottenne l'unico podio il 18 febbraio successivo a Murau (3°). Non partecipò né a rassegne olimpiche né iridate.

## Palmarès

### Coppa del Mondo
- Miglior piazzamento in classifica generale: 26º nel 1996
- 1 podio (individuale):
  - 1 terzo posto